# Fontana di Piazza di Santa Maria in Trastevere
Fontana di Piazza di Santa Maria in Trastevere är en fontän på Piazza di Santa Maria in Trastevere i Rione Trastevere i Rom. Fontänen, som står framför basilikan Santa Maria in Trastevere, designades av Donato Bramante omkring år 1500.

## Beskrivning
Den första fontänen på denna plats uppfördes på 700-talet. Den nuvarande fontänen formgavs av Donato Bramante omkring år 1500 på initiativ av Juan López, kardinalpräst av Santa Maria in Trastevere.
Senare restaureringar av fontänen utfördes av Giovanni Lorenzo Bernini år 1659 och av Carlo Fontana år 1692.

## Bilder
| - Santa Maria in Trastevere med fontänen. Detalj från Pietro del Massaios karta över Rom från år 1471. - Piazza di Santa Maria in Trastevere med fontänen. I bakgrunden basilikan Santa Maria in Trastevere. Gravyr av Giovanni Battista Falda. |

| - Närbild. - Fontänen och basilikan Santa Maria in Trastevere. |